# Hypoxis suffruticosa
Hypoxis suffruticosa là một loài thực vật có hoa trong họ Hypoxidaceae. Loài này được Nel mô tả khoa học lần đầu tiên vào năm 1914.